# Hermann Glass
Hermann Glass, (Los Ángeles, 15 de octubre de 1880 - Los Ángeles, 13 de enero de 1961) fue un gimnasta que compitió en las pruebas de gimnasia en los Estados Unidos.
Glass se unió al equipo de gimnasia norteamericana Richmond YMCA a participar en los Juegos Olímpicos de San Luis 1904. Sin embargo, sólo subió al podio por separado. En la prueba de los anillos, uno que jugó la final de la medalla de oro tras vencer a los también competidores William Merz y Emil Voigt, segundo y tercer lugar respectivamente.